# Ludwig Lucas von Gombart

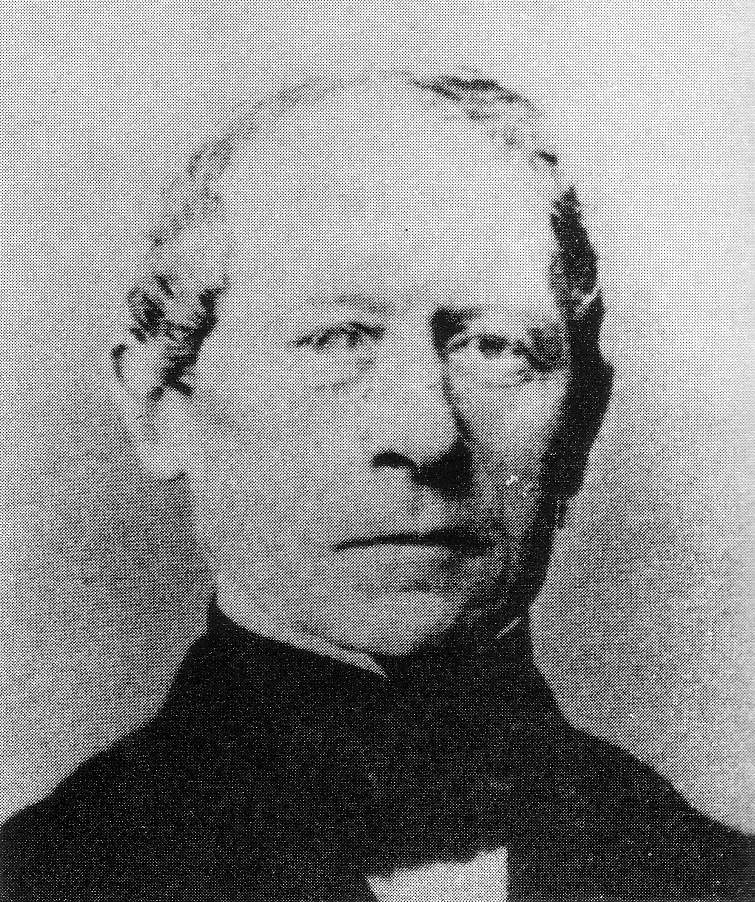
Ludwig Lucas von Gombart

Ludwig Lucas von Gombart (* 8. November 1792 in Basel; † 6. Juli 1874 in München) war ein deutscher Jurist und Politiker.

## Leben
Ludwig Lucas von Gombart studierte von 1811 bis 1814 Rechtswissenschaften in Erlangen und Landshut. In Landshut war er Mitglied des Corps Franconia. Nach Beendigung seiner Studien wurde Gombart Aktessist beim Appellationsgericht in München, 1820 Kreis- und Stadtgerichtsassessor in Augsburg, 1823 Kreis- und Stadtgerichtsrat, 1829 Appellationsgerichtsassessor, 1830 Rat beim Wechsel- und Appellationsgericht in Ansbach, 1838 Appellationsgerichtsrat in Neuburg an der Donau, 1839 in Aschaffenburg, 1844 Oberappellationsgerichtsrat in München, 1857 zweiter Appellationsgerichtsdirektor in Bamberg und 1859 erster Appellationsgerichtsdirektor in Neuburg an der Donau. 1862 trat er in den Ruhestand, den er in München verbrachte.
Vom 18. Mai 1848 bis 18. Mai 1849 war Gombart Mitglied der Frankfurter Nationalversammlung (Café Milani). Er stimmte gegen die Wahl Friedrich Wilhelms IV. zum Kaiser der Deutschen.